# چتر سنت پیتر (فیلم ۱۹۵۸)
چتر سنت پیتر (مجاری: Szent Péter esernyője) یک فیلم در ژانر درام به کارگردانی فریدیش بان است که در سال ۱۹۵۸ منتشر شد. از بازیگران آن می‌توان به ماری توروچیک، نوشی شومودیی، یانوش رایز و امیلیا واشاریووا اشاره کرد.